# Marie-Thérèse d'Alverny
Marie-Thérèse d'Alverny, née le 25 janvier 1903 à Boën-sur-Lignon et morte le 26 avril 1991 dans le 16e arrondissement de Paris, est une bibliothécaire et historienne française.
En 1929, elle devient bibliothécaire à la Bibliothèque nationale ou elle collabore au Catalogue général et organise des expositions.
En 1940, Marie-Thérèse d'Alverny devient infirmière anesthésiste pour la Croix-Rouge et reçoit les médailles de celle-ci et des Épidémies.
En 1947, elle est nommée conservatrice adjointe au cabinet des Manuscrits de la Bibliothèque nationale.
Dès 1957, elle enseigne en tant que spécialiste du XIIe siècle à Poitiers et rejoint le CNRS en 1962. 
Co-directrice de la revue des Archives d'histoire doctrinale et littéraire du Moyen Âge, son œuvre de 97 publications est reconnue par plusieurs distinctions, dont la Légion d'honneur en 1957 et docteur honoris causa de Cracovie en 1989.

## Biographie

### Famille
Marie-Thérèse d'Alverny est l'aînée de cinq enfants ; sa mère est Magdeleine de Boismarmin (1875-1957) et son père André d'Alverny (1873-1930), ingénieur des eaux et forêts. 
Son frère, le Commandant François d'Alverny (20 mai 1908 - 1er avril 1945) est officier de l'armée française, mort au champ d'honneur à Luan Chau (Indochine).

### Études
Après une licence de lettres et un certificat d'histoire, Marie-Thérèse d'Alverny reçoit le prix Auguste Molinier pour la meilleure thèse de l'École nationale des chartes en 1928.  
Elle est également diplômée de l'École pratique des hautes études (EPHE) en 1943. 
Elle suit des cours d'arabe presque toute sa vie et obtient un doctorat d'histoire en 1963, avec une thèse sur Alain de Lille. 
En 1989, elle reçoit le titre de docteur honoris causa de l'Université Jagellonne de Cracovie.

### Carrière

#### Bibliothécaire pour la Bibliothèque nationale
Marie-Thérèse d'Alverny entre comme stagiaire à la Bibliothèque Nationale en 1928, puis devient bibliothécaire en 1929. Elle collabore au Catalogue général des livres imprimés et participe à l'organisation d'expositions.

#### Infirmière anesthésique auprès de la Croix-Rouge
En 1940, elle demande à être mise à disposition du ministère de la Guerre, écrivant le 27 mai : « je suis plus utile comme infirmière anesthésiste que comme bibliothécaire ». Elle obtient un diplôme de la Croix-Rouge et effectue des stages dans des hôpitaux.
Le 18 mai 1945, elle est gravement brûlée par l'explosion d'un bidon d'essence alors qu'elle dirige l'hôpital de Gotha en Allemagne. Atteinte du typhus, elle est rapatriée et hospitalisée. Elle retourne à Berlin d'août à novembre 1945. Elle reçoit les médailles de la Croix-Rouge et des Épidémies.

#### Conservatrice adjointe
Nommée conservatrice adjointe au cabinet des Manuscrits de la Bibliothèque nationale en 1947, elle est pressentie pour devenir conservatrice en chef, mais elle n'obtient finalement pas la promotion.

#### Chargée de cours en histoire médiévale
Marie-Thérèse d'Alverny enseigne par ailleurs au Centre d'études supérieures de civilisation médiévale de Poitiers à partir de 1957. Elle est nommée au CNRS en 1962. Spécialiste du XIIe siècle, son œuvre est abondante et variée. Elle s'intéresse à la philosophie médiévale, à la pensée de l'islam, aux survivances antiques, à la magie et aux conceptions cosmologiques.
Enseignante très appréciée, elle dirige un séminaire de codicologie attirant des étudiants du monde entier, qu'elle encadre attentivement et reçoit chez elle à Paris, dans son appartement-bibliothèque du 58 rue de Vaugirard. Invitée par de nombreuses universités en Europe et aux États-Unis, elle co-dirige la revue des Archives d'histoire doctrinale et littéraire du Moyen Âge. 

## Prix et distinctions

### Prix
- Prix Auguste Molinier pour la meilleure thèse de l'ENC[2].
- Docteur honoris causa de la faculté de Cracovie en 1989[3].

### Décorations
- Médaille d'honneur des épidémies
- Chevalière de la Légion d'honneur  en 1957[3].

## Publications
- Les traductions des philosophes arabes, Tipografia del senato del Dott, 1954, 9 p.
- Récréations monastiques : les couteaux à manche d'ivoire, 1955, 32 p.
- Le symbolisme de la sagesse et le Christ de Saint Dunstan, 1re éd. 1956, Variorum, 1993, 332 p.,  (ISBN 0860783901)
- Un nouveau manuscrit des "tabulae mechlinenses" d'Henri Bate de Malines, 1956, 4 p.
- Les anges et les jours, 1957, 32 p.
- Catalogue général des manuscrits latins, no 3014-3277, Volume 4, Bibliothèque nationale, 1958, 492 p.
- "Aristotelismo padovano e filosofia aristotelica", Atti del XII Congresso internazionale di filosofia, 1960
- Survivance et renaissance d'Avicenne à Venise et à Padoue, 1961
- Catalogue des manuscrits en écriture latine portant des indications de date, de lieu ou de copiste, 1962
- Une baguette magique, 1964
- Les mystères de l'église, d'après Pierre de Roissy, 1966
- Un sermon d'Alain de Lille sur la misère de l'homme, 1966
- Astrologues et théologiens au XIIe siècle, 1967
- Maître Alain, "nova et vetera", 1968
- Les traductions d'Aristote et de ses commentateurs, 1968
- Avicennisme en Italie, 1971
- Un adversaire de saint Thomas : Petrus Iohannis Olivi, 1974
- Algazel dans l'Occident latin, 1974
- Survivances du "système d'Héraclide" au Moyen Âge, 1975
- L'homme comme symbole : le microcosme, 1976
- "Les nouveaux apports dans les domaines de la science et de la pensée au temps de Philippe Auguste : la philosophie", dans La France de Philippe Auguste, le temps des mutations, 1980
- Translations and translators, 1982
- Remarques sur la tradition manuscrite de la "Summa alexandrinorum", 1983
- "Alain de Lille et l'Islam : le Contra Paganos", dans Islam et chrétiens du Midi (XIIe-XIVe s.) (Cahiers de Fanjeaux ; 18), 1983
- Pietro d'Abano traducteur de Galien, 1985
- Utilité et limites des répertoires et catalogues spécialisés de manuscrits médiévaux, 1986
- Pseudo-Aristotle, "De elementis", 1986
- "Les traductions à deux interprètes, d'arabe en langue vernaculaire et de langue vernaculaire en latin", dans Traductions et traducteurs au Moyen Âge, Actes du colloque international du CNRS, IRHT, 1989, p. 193-201.
- (avec Charles Burnett) Pensée médiévale en Occident: théologie, magie et autres textes des XIIe-XIIIe siècles, Recueil d'articles publiés de 1951 à 1985, Variorum, 1995, 339 p.

## Pour approfondir